# Isabella Aiona Abbott
Isabella Kauakea Yau Yung Aiona Abbott (1919 Hana, Maui, Hawái, 2010) va ser la primera dona nativa hawaiana en rebre un doctorat en ciències.
Va ser "Professora G.P. Wilder" de Botànica des de 1980 fins al seu retir i després professora emèrita de Botànica a la Universitat de Hawái. Va ser especialista en algues del Pacífic.
Va rebre el seu grau de la Universitat de Califòrnia, Berkeley el 1950, i després va iniciar una carrera com a professora en Stanford University on va ensenyar per 30 anys, abans de mudar-se a Hawái. És autora de més de 150 publicacions. És considerada una experta mundial en macroalgues hawaianes conegudes en Hawái com limu. Va ensenyar també etnobiologia i, en absència de textos establerts, entrevistava a dones natives i obtenia informació sobre diferents classes de limu. Abbott va ser acurada en col·locar els seus estudis científics dins d'un context de la vida nativa hawaiana. Com a psicòloga i etnobióloga, Abbott ha escrit vuit llibres, incloent-hi La'au Hawaii'i i Marine Red Algae of the Hawaiian Islands.
El 1997 va rebre la Medalla National Academy of Science G.M. Smith. En 2008 va rebre un guardó en reconeixement dels seus destacats serveis, del Hawaii Department of Land and Natural Resources.

## Algunes publicacions
- Roy T. Tsuda, RT; PS Vroom, IA Abbott, JR Fisher, KB Foster. 2009. Additional marine benthic algae from Howland and Baker Islands, central Pacific. Pacific Science 62 (2):271

### Llibres
- Abbott, IA; G Hollenberg. 1992a. Marine Algae of Califòrnia. Ed. Stanford University Press. 844 pàg. ISBN  0-8047-2152-1
- 1992b. La'Au Hawaii: Traditional Hawaiian Uses of Plants. Ed. Bishop Museum Press. 372 pàg. ISBN  0-930897-62-5
- 1998. Taxonomy of Economic Seaweeds With Reference to Some Pacific and Caribbean Species. Vol. II. Ed. Califòrnia Sea Grant College Program, University of Califòrnia.
- Abbott, IA; JM Huisman. 2004. Marine Green and Brown Algae of the Hawaiian Islands. Ed. Bishop Museum Bulletins in Botany. 259 pàg. ISBN  1-58178-030-3
- John M. Huisman, JM; IA Abbott, CM Smith. 2007. Hawaiian Reef Plants. Ed. University of Hawaii Sea Grant College Program. 264 pàg. ISBN  1-929054-04-1